# バーゲニング・パワー
バーゲニング・パワー（英: Bargaining power）とは、2者以上の関係者が交渉・折衝を行う場合におけるそれぞれへの対抗力を指す。総称して交渉力ともいい、取引上は売り手、買い手のいずれにも用いられる。購買力とは異なる。

## 概要
マイケル・ポーターのファイブフォース分析（5F分析）といったフレームワークに組み込まれ、特定の市場の中での意思決定を明確化するための切り口として広まった概念である。
バーゲニング・パワーが買い手側の持つ影響力として使われる場合は、市場優位性がある企業が納入業者から商品を安値で仕入れることが可能となる力関係を指す。この場合、買手パワー、バイヤー・パワーなどとも言う。買い手側がM&Aなどによる規模拡大に伴って市場において優越的地位を得ることで、より強力な交渉力を得ることに起因する。この結果、買い手側企業は仕入価格や契約の柔軟性を持たせるなど、サプライヤーに対する条件に対して強い発言力を得られる事が多い。
バイヤーパワーは、特に小売・流通業などで市場の寡占化が進むことが背景にある場合が多く、日本でも地方都市の商店街などが大手量販店に市場を奪われてシャッター通りと変貌する事例が各地で見受けられる。こうした影響力は、1社による調達量を増やすこと以外にも、他社と共同調達を行うことにより獲得・増大することができる。天然ガスや石油など大量の資源を長期契約に基づいて取引する場合など、国家間貿易にはこうした手法が取られることが多い。例えばASEANも1国では規模が小さいが、加盟10カ国が集合体として、米国など他の大国に対する交渉力を発揮する狙いがある。
一方で、納入業者がこうした取引の低価格化による損失分を補うため、市場優位な買手企業以外のその他の小売業者に対して納入価格を引き上げざるを得なくなり、結果としてその他の小売業者の仕入コストが上昇する効果をウォーター・ベッド効果という。この現象は「非自発的な価格差別」とも表現され、バイヤー・パワーが極端に強まった場合の副次的現象として語られることがある。